# Javier Cosnava
Javier Cosnava (né en 1971 à L'Hospitalet de Llobregat) est un scénariste de bande dessinée et écrivain espagnol.

## Œuvres publiées en français
- Monsieur Lévine, avec Toni Carbos, Sarbacane, 2015[1].
- Insoumises, avec Rubén, Éditions du Long Bec, 2016  (ISBN 979-10-92499-27-8).
- Le Dernier Lapon, avec Toni Carbos, librement adapté du roman éponyme d'Olivier Truc, Sarbacane septembre 2018[2],[3]. (ISBN 978-2-377-31107-1)

## Prix
- 2009 : Prix Haxtur de la meilleure histoire courte pour Un buen hombre[réf. souhaitée]